# Lithurgus tibialis
Lithurgus tibialis är en biart som beskrevs av Morawitz 1875. Lithurgus tibialis ingår i släktet Lithurgus och familjen buksamlarbin. Inga underarter finns listade i Catalogue of Life.